# 單齒小珠蘚
單齒小珠蘚（学名：Bartramidula bartramioides）为珠蘚科小珠蘚屬下的一个种。